# Tina: Respeito
Tina: Respeito é um romance gráfico brasileiro de Fefê Torquato, publicado em 2019 pela Panini Comics como parte da série Graphic MSP, que traz releituras dos personagens da Turma da Mônica sob a visão de artistas brasileiros dos mais variados estilos.
No livro, Tina é uma jornalista recém-formada que começa a trabalhar em uma redação de jornal. Lá, conhece o respeitado jornalista Jairo Figueiredo, que acaba a assediando, deixando-a totalmente desconfortável e sem saber como lidar com a situação, já que ele é seu superior hierárquico e trabalha no jornal há muitos anos.
A edição da personagem Tina para a Graphic MSP foi anunciada, junto com outros três lançamentos da série, durante em dezembro de 2018 pelo editor Sidney Gusman em um painel da Mauricio de Sousa Produções durante a CCXP. Foi o primeiro livro da coleção trazendo a personagem como protagonista.
Fefê Torquato se inspirou em diversos casos reais para construir a história, especialmente no que diz respeito ao tema do assédio. Além disso, várias opções artísticas foram feitas para representar melhor as mulheres como um todo, principalmente a escolha de desenhar a personagem com um visual não sexualizado, o contrário do da versão da Tina nos gibis a partir dos anos 1980. Além disso, foi criada uma personagem (não existente nos quadrinhos originais) negra e lésbica para ser colega de trabalho de Tina, uma novidade nas Graphic MSP, que até então não tinham nenhum personagem assumidademente LGBT.
O lançamento oficial do livro foi na Bienal Internacional do Livro do Rio de Janeiro. O texto da quarta capa foi escrito pela vlogueira e escritora Jout Jout.
Em 2020, Tina: Respeito ganhou o Troféu HQ Mix de melhor publicação juvenil e sua autora, Fefê Torquato, ganhou como melhor roteirista nacional, empatada com Daniel Esteves.